# C. L. Moore

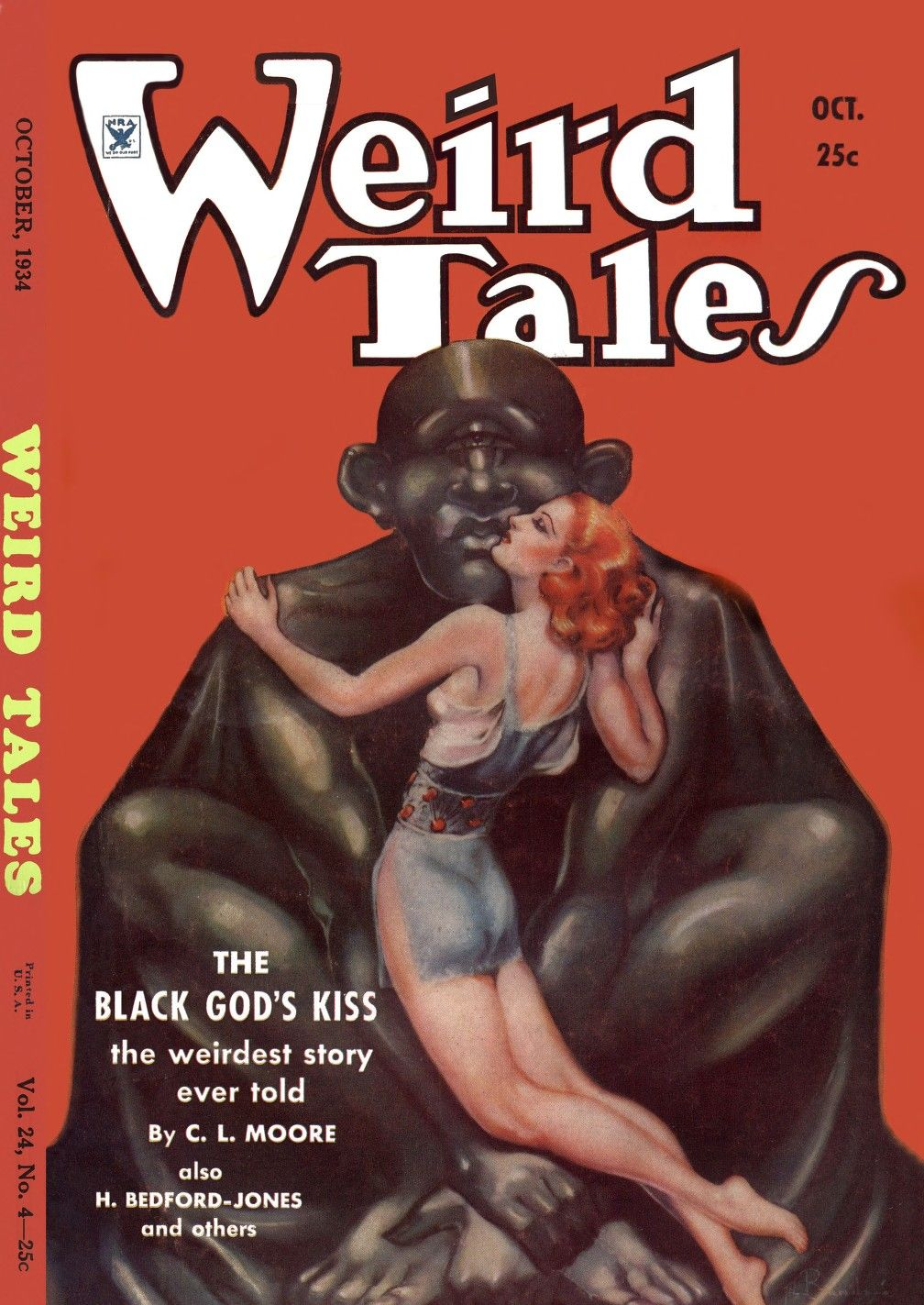
Coperta revistei Weird Tales din octombrie 1934 în care apare povestirea "Black God’s Kiss" de Catherine Lucille Moore - prima din seria Jirel of Joiry

Catherine Lucille Moore (n. 24 ianuarie 1911 – d. 4 aprilie 1987) a fost o scriitoare americană de literatură științifico-fantastică și fantezie, care a publicat sub numele C. L. Moore sau, împreună cu Henry Kuttner, sub pseudonimul Lewis Padgett. Ea a fost una dintre primele femei care a scris în acest gen.
C. L. Moore este creatoarea tinerei amazoane roșcate Jirel of Joiry - un personaj fictiv rătăcit din Evul Mediu într-un univers paralel fantastic.

## Opera (selecție)
- Earth's Last Citadel (împreună cu Henry Kuttner; 1943)
- Vintage Season (împreună cu Henry Kuttner, publicată sub denumirea "Lawrence O'Donnell"; 1946) - ecranizată în 1992 sub denumirea Timescape
- The Mask of Circe (împreună cu Henry Kuttner; 1948)
- Beyond Earth's Gates (1949)
- Judgment Night (povestiri, 1952)
- Shambleau and Others (povestiri, 1953)
- Northwest of Earth (povestiri, 1954)
- No Boundaries (împreună cu Henry Kuttner; povestiri, 1955)
- Doomsday Morning (1957)
- Jirel of Joiry (1969)
- The Best of C. L. Moore, editată de Lester Del Rey.
- Black God's Shadow (1977)
- Black God's Kiss. Paizo Publishing, LLC. 2007. ISBN 978-1-60125-045-2.
- Northwest of Earth: The Complete Northwest Smith. Paizo Publishing, LLC. 2008. ISBN 978-1-60125-081-0.

## Premii
- Cordwainer Smith Rediscovery Award, în 2004